# Attentat du 26 septembre 2017 à Har Adar
L'attentat du 26 septembre 2017 à Har Adar est l'attaque d'un tireur palestinien qui ouvre le feu sur des gardes de sécurité israéliens à la porte d'entrée de Har Adar, une colonie israélienne et une communauté résidentielle frontalière aisée de Jérusalem située en grande partie de l'autre côté de la ligne verte en Cisjordanie. Trois gardes israéliens sont tués et un est blessé. Le tireur est abattu par les gardes restants. Les autorités israéliennes qualifient l'attaque d'acte de terrorisme.

## Contexte
Har Adar est une colonie construite à l'origine à côté de la Ligne verte, mais elle la dépasse lors la guerre des Six Jours de 1967 et est désormais en grande partie située en Cisjordanie,. Chaque jour, deux cents ouvriers palestiniens entrent dans la ville par la porte où se déroule l'attaque du 26 septembre 2017,.

## Attaque
L'attaque a lieu le 26 septembre 2017 à 7 heures 14, le tireur s'approche d'une entrée de Har Adar gardée par un garde-frontière et deux gardes de sécurité civils. Le garde-frontière Solomon Gavriyah est tué, tout comme les gardiens civils Youssef Ottman  et Or Arish. Un quatrième homme, le chef de la sécurité civile de Har Adar, est blessé. L'agresseur est tué par balle.

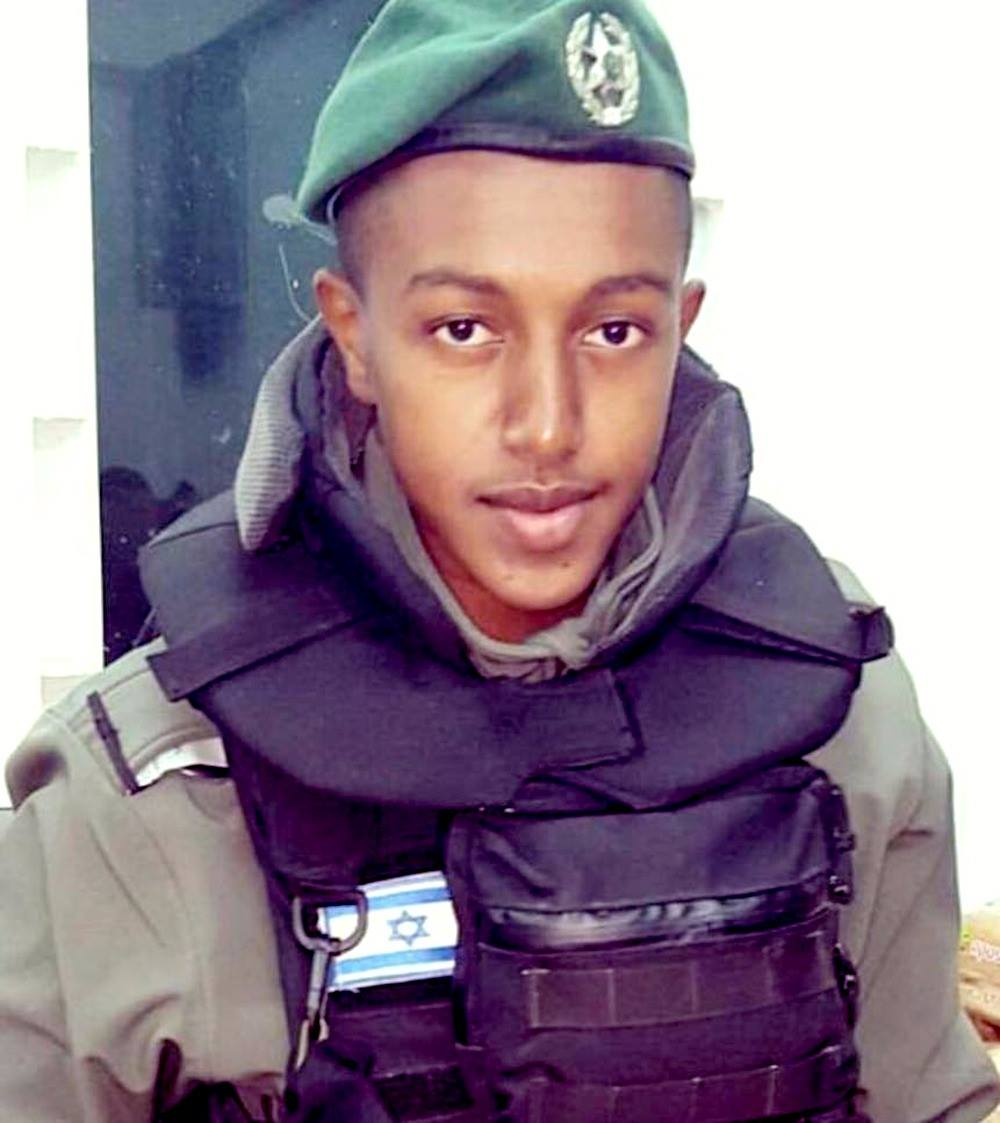
Le sergent Solomon Gavriyah, tué lors de l'attaque.

Avant l'attaque, deux militants de Machsom Watch (en) se sont approchés du point de contrôle, Solomon Gavriyah a alors quitté le checkpoint afin de leur demander de s'éloigner. La police rapporte que l'un des militants a déclaré au garde: "Vous êtes une honte", ce que le militant nie par la suite. Lorsque Solomon Gavriyah est revenu à son poste, l'assaillant commencé à tirer.

## Assaillant
Le tireur est Nimer Mahmoud Ahmad Jamal, un homme de 37 ans, père de quatre enfants, originaire du village voisin de Beit Surik. Il détient un permis pour travailler dans les colonies israéliennes,,. Une première enquête sur l'attaque révèle que l'assaillant souffre de graves problèmes personnels et familiaux, comprenant notamment des violences domestiques. Il aurait agressé physiquement sa femme et celle-ci aurait fui vers la Jordanie plusieurs semaines avant l'attaque, le laissant seul avec les enfants. Quelques minutes avant de commettre l'attaque, il envoie à sa femme un message sur Facebook Messenger, s'excusant de ce qu'il s'apprête à faire, pleurant son départ et affirmant qu'il a été un mari épouvantable pour elle.
Dans une autre publication sur Facebook, également publiée juste avant l'attaque, Nimer Mahmoud Ahmad Jamal déclare qu'il "ne craint-t personne d'autre que Dieu",.
Le 15 novembre 2017, l'armée israélienne démolit la maison de l'assaillant à Beit Surik.

## Réactions

### Locales
- Israël : Le Premier ministre Benyamin Netanyahou accuse les Palestiniens d'être à l'origine de cette fusillade[12].
- Hamas : salue les meurtres et qualifie la fusillade de « nouveau chapitre de l'intifada de Jérusalem »[13].
- La page Facebook officielle du Fatah qualifie l'assaillant de « martyr »[14].

### Organisation internationales
- Union européenne : L'organisation condamne l'attaque, affirmant que les tentatives du Hamas de glorifier l'attentat sont répréhensibles[14]. « Rien ne peut justifier un tel crime et les tentatives du Hamas de glorifier l'attaque sont répréhensibles. La violence et la terreur ne feront qu'engendrer davantage de pertes et de souffrances et doivent cesser. »[15]
- Nations unies : Le coordonnateur spécial des Nations unies pour le processus de paix au Moyen-Orient, Nickolaï Mladenov, déclare dans un communiqué : « Il est déplorable que le Hamas et d'autres continuent de glorifier de telles attaques, qui compromettent la possibilité d'un avenir pacifique pour les palestiniens et les israéliens. Condamnez la violence et résistez à la terreur. La violence et la terreur ne feront qu'engendrer davantage de pertes et de souffrances et doivent cesser. »[16]

### Internationales
- France : L'ambassadrice de France en Israël, Hélène Le Gal, et le ministère français des Affaires étrangères condamnent tous deux l'attaque, adressant leurs condoléances aux victimes et déclarant que la France défendrait toujours le droit d'Israël à la paix et à la sécurité[16].
- États-Unis : L'ambassade des États-Unis à Tel Aviv et le consulat des États-Unis à Jérusalem publient une déclaration commune condamnant l'attaque[17]. « Nous condamnons dans les termes les plus fermes l'horrible attaque perpétrée aujourd'hui à Har Adar. Nous condamnons également les déclarations glorifiant le terrorisme et appelons tous à envoyer un message clair selon lequel le terrorisme ne doit jamais être toléré. »[18]